# K-8 (U-Boot)
Das K-8 war ein Atom-U-Boot der sowjetischen Marine aus der Zeit des Kalten Krieges. Es war das zweite Atom-U-Boot, nach der K-3 Leninski Komsomol, dessen Bau die Sowjetunion unter der Bezeichnung Projekt 627A in Auftrag gegeben hatte. Sein Untergang am 12. April 1970, bei dem 52 Besatzungsmitglieder ums Leben kamen, war der erste Verlust der sowjetischen Nuklear-Marine.

## Geschichte
Das K-8 wurde am 9. September 1957 in Sewerodwinsk auf Kiel gelegt und lief am 31. Mai 1959 vom Stapel. Am 4. Dezember 1959 wurde es in den Dienst der Nordflotte gestellt.

### Reaktorunfall 1960
In der zweiten Jahreshälfte des Jahres 1960 wurde ein Einsatz für K-8 geplant, der das Boot zum Nordpol führen sollte. Es wurden zusätzliche Sonar- und Aufzeichnungsgeräte an Bord genommen. Bevor das Boot sein Ziel erreichte, kam es am Abend des 13. Oktobers 1960 noch in der Barentssee zu einem ernsten Reaktorunfall.
Einer der Dampfgeneratoren, der das vom Reaktor verdampfte Wasser in Energie umwandelte, bekam ein Leck. Die WM-A-Reaktoren konnten so keine Antriebsenergie mehr übertragen und die Dieselmotoren des Bootes mussten diese Aufgabe übernehmen. Ein zusätzliches Leck im Primärkühlkreislauf des Backbordreaktors ließ die Reaktortemperatur kurzzeitig dramatisch ansteigen. Ein Abschalten war wegen eines Fehlers beim Zusammenbau des Kontrollsystems für die Steuerstäbe in der Werft nicht möglich, sodass nur eine Notreparatur des Kühlsystems die Kernschmelze verhinderte. Radioaktiver Dampf war jedoch aus dem schadhaften Generator ausgetreten und 13 Personen waren schädlichen Strahlungsdosen ausgesetzt, drei wurden schwer geschädigt. Viele weitere Mannschaftsmitglieder wurden Dosen von 1,8 bis 2 Sv (180–200 Rem) ausgesetzt. Das Boot kehrte noch im Oktober 1960 zur Werft in Sewerodwinsk zurück, um dekontaminiert zu werden.
Nachdem es insgesamt elf Einsatzfahrten absolviert hatte, wurde das Boot 1963 in die Werft gerufen, um Wartungsarbeiten durchzuführen, die bis zum 31. Dezember 1963 abgeschlossen waren.
Nach mehreren erfolgreichen Einsätzen wurde K-8 gegen Jahresende 1969 nahe der Bäreninsel eingesetzt, um gemeinsam mit anderen Booten neue Methoden der Geräuschdämmung durch Gummibeschichtungen auf der Außenhülle von U-Booten zu untersuchen.

### Mittelmeer und angebliche Nuklear-Torpedos im Golf von Neapel
Im Frühjahr 1970 wurde K-8 ins Mittelmeer befohlen. Es sollte dort Aktivitäten der amerikanischen Flugzeugträger Midway und Saratoga überwachen. Das Boot steuerte nach Süden und durchquerte die Straße von Gibraltar in rund 140 Metern Tiefe. Dabei kam es zu einem leichten Wassereinbruch, sodass der Kommandant nach dem Durchqueren der Meerenge in sicherem Abstand auftauchen ließ, um das Leck abzudichten. Berichten zufolge durchquerte K-8 die Meerenge nicht allein, sondern zeitgleich und unterhalb eines sowjetischen Zerstörers der Kildin-Klasse (Projekt 56-M), der Neulowimy. Es kam vorübergehend zu Problemen mit dem elektrischen System des Bootes. Die Ursache für die auftretenden Spannungsschwankungen im Stromnetz war nicht auszumachen. Das Problem verschwand jedoch von selbst.
Im März 1970 traf das Boot mit dem Zerstörer Boykiy der Krupny-Klasse (Projekt 57b) vor Capri zusammen, um Nachschub zu übernehmen. Am 1. April 1970 erhielt K-8 den Befehl zur Rückkehr und durchquerte wiederum die Meerenge von Gibraltar, dieses Mal unterhalb der Boykiy.
In durch den umstrittenen Geheimdienstexperten Mario Scaramella verbreiteten Nachrichten wurde behauptet, K-8 habe am 10. Januar 1970 eine Reihe nuklear bestückter Torpedos als Seeminen verlegt, um diese im Ernstfall gegen die 6. US-Flotte im Mittelmeer einzusetzen. Nach dem Scaramella-Bericht habe Russland dies 2004 bestätigt. Beweise für diese Behauptungen konnte Scaramella jedoch nicht vorlegen.

### Untergang 1970
Am 8. April 1970, dem 51. Tag dieses Einsatzes, befand sich das Boot noch auf der Rückfahrt in der Biskaya. Es befand sich in 120 Metern Tiefe und war mit 10 Knoten Fahrt unterwegs, als es an der Sonarstation in Abteilung 3 und einem Steuerstand in Abteilung 7 vermutlich durch Kurzschlüsse fast zeitgleich zu Kabelbränden kam. Der Kommandant ließ K-8 sofort auftauchen. In Abteilung 3 konnte die Besatzung den Brand schnell löschen, musste die Abteilung aber wegen der beim Brand freigesetzten giftigen Dämpfe verlassen. In Abteilung 7 speiste sich das Feuer mittlerweile auch aus den dort verwendeten Schmierölen, sodass es nicht zu löschen war und die Seeleute die Abteilung ebenfalls evakuieren mussten. Nach dem Abschalten der beiden Kernreaktoren dauerte es noch 40 Minuten, bevor der Brand in Abteilung 7 durch den Sauerstoffentzug infolge der Abschottung erstickte.
Die Dieselgeneratoren, welche die Stromerzeugung für die Schiffssysteme nach der Reaktorabschaltung übernommen hatten, waren der Dauerbeanspruchung nicht gewachsen und mussten wegen Überhitzung ebenfalls abgeschaltet werden. Die Seeleute in Abteilung 8 waren vom Rest des Bootes abgeschnitten und konnten zunächst nicht befreit werden, da sich die Zugangsluken infolge von Überdruck nicht öffnen ließen. Bei der Untersuchung der Schäden am Schiff kam es beim Betreten von Abteilung 3 zu einem erneuten Aufflammen des Brandes an der Sonarstation. Der Brand wurde gelöscht, 15 Matrosen wurden schließlich aus Abteilung 8 befreit, acht weitere Seeleute waren dort bereits an einer Rauchvergiftung gestorben und auch die Geretteten starben innerhalb der nächsten zwei Stunden an den Folgen der Vergiftung. K-8 trieb ohne Energieversorgung und Kommunikation hilflos in der Biskaya.
Nach Aussagen der Besatzung soll ein kanadischer Frachter das Boot im Halbkreis umfahren haben, um dann seinen Kurs fortzusetzen und sich mit voller Fahrt zu entfernen, ohne Hilfe zu leisten. Am nächsten Tag kam ein bulgarischer Frachter in Sicht. Er übermittelte schließlich den Hilferuf von K-8 über seine Funkstation an sowjetische Stellen und übernahm einen Teil der Besatzung des U-Bootes, die für die Schiffssicherung nicht benötigt wurden. Mehrere Hilfsschiffe wurden entsandt, darunter auch K-83, ein Projekt-629-Boot.
Ohne Stromversorgung war es nicht möglich, die Druckluftvorräte auf K-8 wieder aufzufüllen, sodass die Trimmtanks nicht mehr reguliert werden konnten. Das Heck des Bootes lag immer tiefer im Wasser, und im hinteren Schiffsteil – wohl über ein Leck an einem der Verschlüsse eines Hecktorpedorohrs – drang Wasser ein. Gegen 22:30 Uhr des 11. April wurde die Lage kritisch und weitere Seeleute wurden auf ein Rettungsschiff gebracht. Alle Versuche, das Boot in Schlepp zu nehmen, scheiterten am schweren Seegang. 22 verbliebene Besatzungsmitglieder versuchten unter der Führung des Kapitäns, das Boot zu retten. Wenig später war eine einzelne rote Leuchtrakete zu sehen, dann verschwand K-8 in der Dunkelheit von den Radarschirmen des Rettungsschiffes. Zwei schwere Erschütterungen wurden auf dem Rettungsschiff wahrgenommen, möglicherweise Folgen von Dekompressionsexplosionen.
Einige Stunden später nach Sonnenaufgang suchte man die vermeintliche Untergangsstelle ab und barg die Leiche eines Offiziers aus dem Meer. Die Leiche des Kommandanten wurde ebenfalls gesichtet, sie versank jedoch, bevor man sie an Bord holen konnte. 30 Seeleute des K-8 waren an den Folgen der Brände, meist durch Kohlenstoffmonoxidvergiftung, gestorben; die 22 Mann starke Schiffssicherungsgruppe um den Kommandanten starb beim Untergang des Bootes.
Der Kommandant, Kapitän 2. Ranges Bessonow, wurde posthum mit dem Titel Held der Sowjetunion ausgezeichnet, den getöteten Besatzungsmitgliedern und den Überlebenden wurden ebenfalls Orden verliehen. Das Wrack von K-8 liegt in rund 4500 Metern Tiefe.

## Belege und Verweise

### Einzelbelege
1. 1 2 3  Geschichte von K-8 auf deepstorm.ru, gesichtet am 2. November 2011
2. ↑  [Ю.В.Апальков: Подводные лодки советского флота 1945–1991, том I. S. 165]
3. ↑  Усенко Н.В., Котов П.Г., Реданский В.Г., Куличков В.К.: Как создавался атомный подводный флот Советского Союза. S. 389.
4. ↑  Soviet Navy left 20 nuclear warheads in bay of Naples. In: The Independent, March 19, 2005 (online)
5. 1 2 3  [Ю.В.Апальков: Подводные лодки советского флота 1945–1991, том I. S. 167.]